# Clubiona cirrosa
Clubiona cirrosa är en spindelart som beskrevs av Ono 1989. Clubiona cirrosa ingår i släktet Clubiona och familjen säckspindlar. Inga underarter finns listade i Catalogue of Life.